# Ravensgroeve I

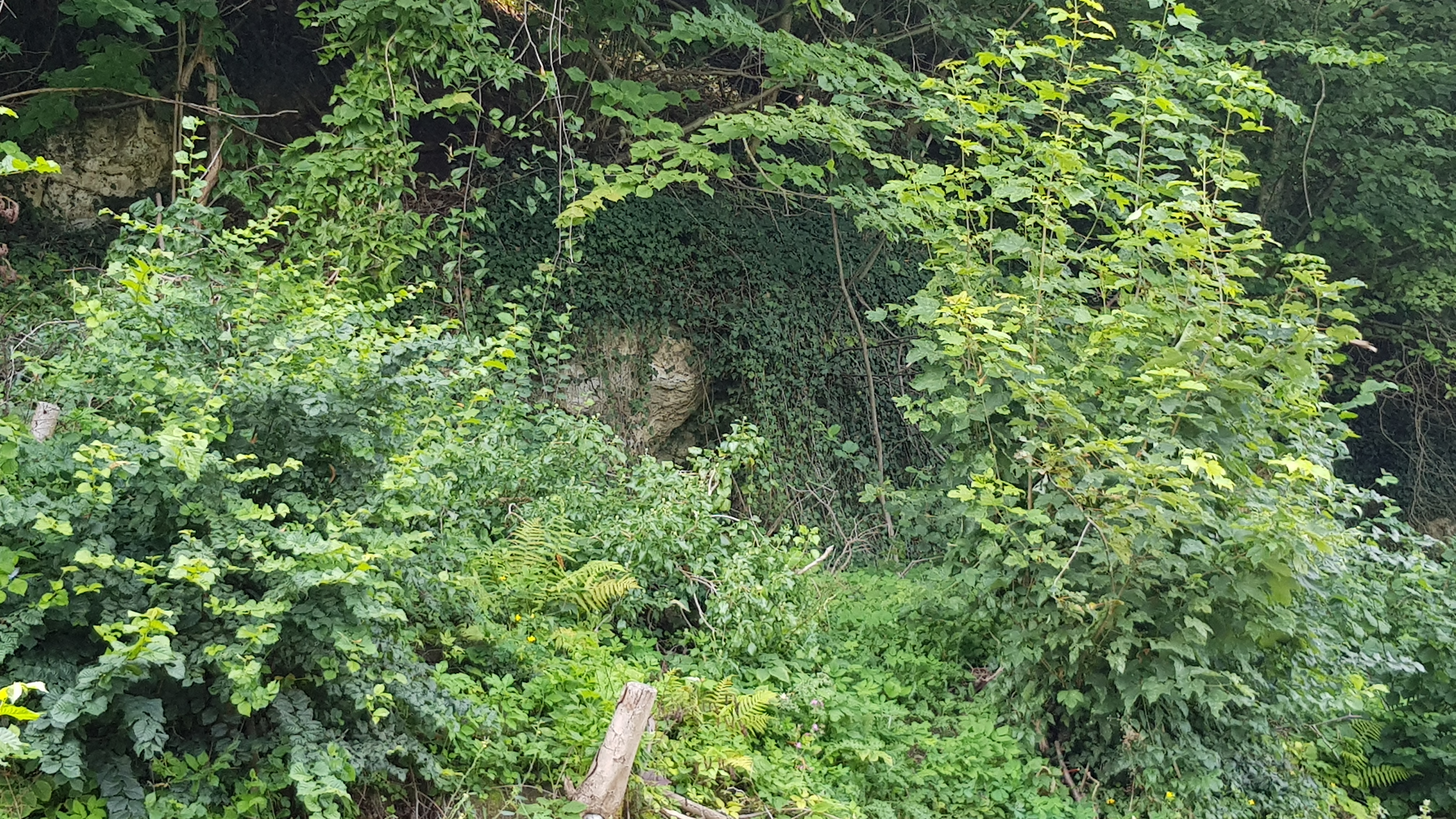
ingang Ravensgroeve I verstopt in het groen

De Ravensgroeve I (boven) of Ravengroeve is een Limburgse mergelgroeve in het Geuldal in de Nederlandse gemeente Valkenburg aan de Geul in Zuid-Limburg. De ondergrondse groeve ligt ten noordwesten van Geulhem ten zuidwesten van camping 't Geuldal. Ze ligt onder het hellingbos nabij de weg Gemeentebroek. De groeve ligt aan de noordwestkant van het Plateau van Margraten in de overgang naar het Maasdal. In de omgeving duikt het plateau een aantal meter steil naar beneden.
Op ongeveer 100 tot 150 meter naar het oosten liggen de Leeraarsgroeve, de Groeve onder de Leeraarsgroeve en de Schuncktunnel. Naar het zuidoosten liggen op ongeveer 50 meter de (Kleine) Ravensgroeve II (beneden) en Groeve Onder de Ravengroeve. Op ongeveer 200 meter naar het westen ligt de Meerssenergroeve. Ten opzichte van Ravensgroeve II ligt de groeve hoger in de bergwand.

## Geschiedenis
Voor 1600 werd de groeve reeds ontgonnen door blokbrekers.
Vóór de jaren 1989-1990 werd de Ravengroeve I vanwege de veiligheid tot verboden gebied verklaard door de Staatstoezicht op de Mijnen.

## Groeve
De Ravensgroeve I heeft een kruipgat als ingang waar zich een ruim stelsel van gangen achter bevindt. De groeve kenmerkt zich door vele instortingen.
De plaats waar de groeve werd ontgonnen dagzoomde de mergel van nature al.

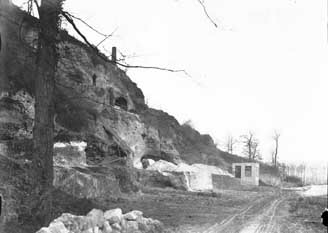
De Ravengroeve in 1932
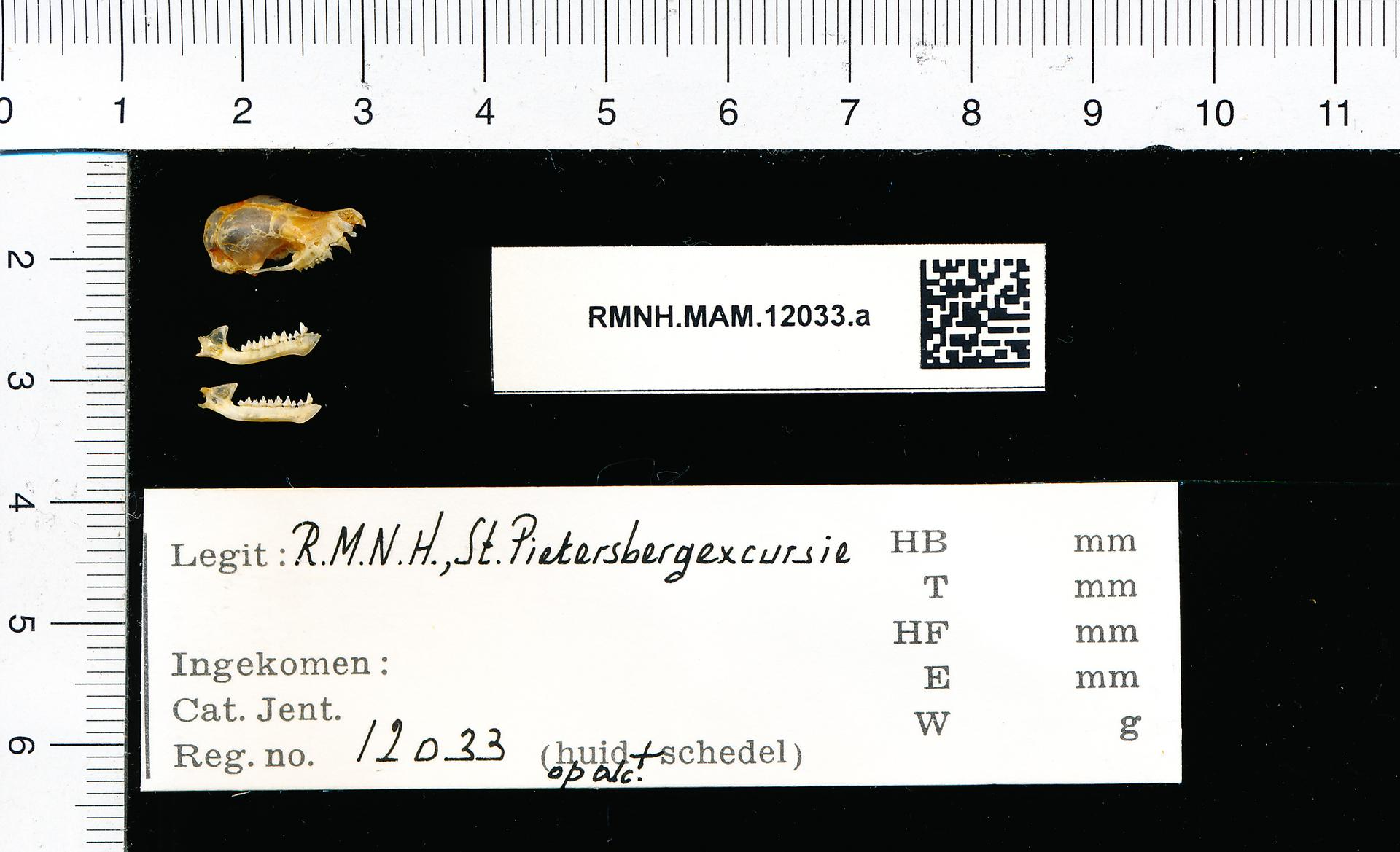
Vondst uit de groeve
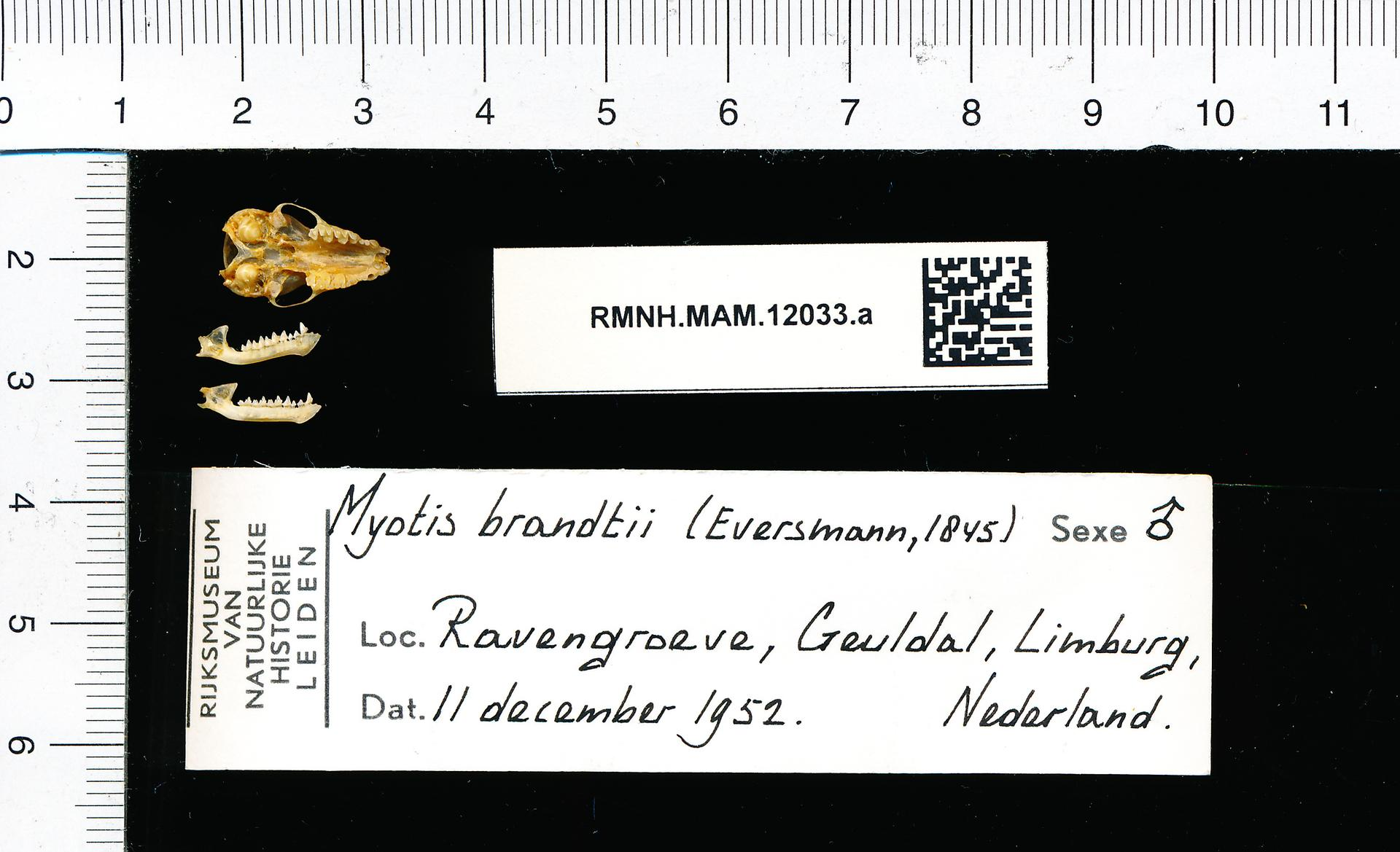